# Ampedus vandalitiae
Ampedus vandalitiae är en skalbaggsart som beskrevs av Lohse 1976. Ampedus vandalitiae ingår i släktet Ampedus, och familjen knäppare. IUCN kategoriserar arten globalt som otillräckligt studerad. Arten har ej påträffats i Sverige.